# Jõelähtme (plaats)
Jõelähtme (Duits: Jeglecht of Jegelecht) is een plaats in de Estlandse gemeente Jõelähtme, provincie Harjumaa. De plaats heeft de status van dorp (Estisch: küla). Jõelähtme is de hoofdplaats van de gemeente, hoewel de gemeente grotere plaatsen heeft, zoals Loo met meer dan 2000 inwoners.
De Põhimaantee 1, onderdeel van de Europese weg 20, loopt door Jõelähtme.

## Bevolking
Het dorp had 120 inwoners op 31 december 2011 en 99 inwoners op 31 december 2021.

## Geschiedenis
Jõelähtme werd voor het eerst genoemd in 1241 onder de naam Jeeleth. In 1482 werd een landgoed Jeglecht genoemd. Onder de eigenaren was de familie von Ungern-Sternberg. Er zijn geen gebouwen bewaard gebleven die aanwijsbaar bij het landgoed hebben gehoord. Wel is een negentiende-eeuws poststation bewaard gebleven, dat sinds 1920 dienstdoet als gemeentehuis.
De kerk van Jõelähtme, gewijd aan de maagd Maria, werd voor het eerst genoemd in 1241, maar de eerste houten kerk is waarschijnlijk gebouwd rond 1220. De kerk is tijdens zijn bestaan diverse malen herbouwd, het laatst in 1910. De kerk heeft nog steeds een preekstoel uit de late renaissancetijd en een altaar uit 1670.

## Foto's

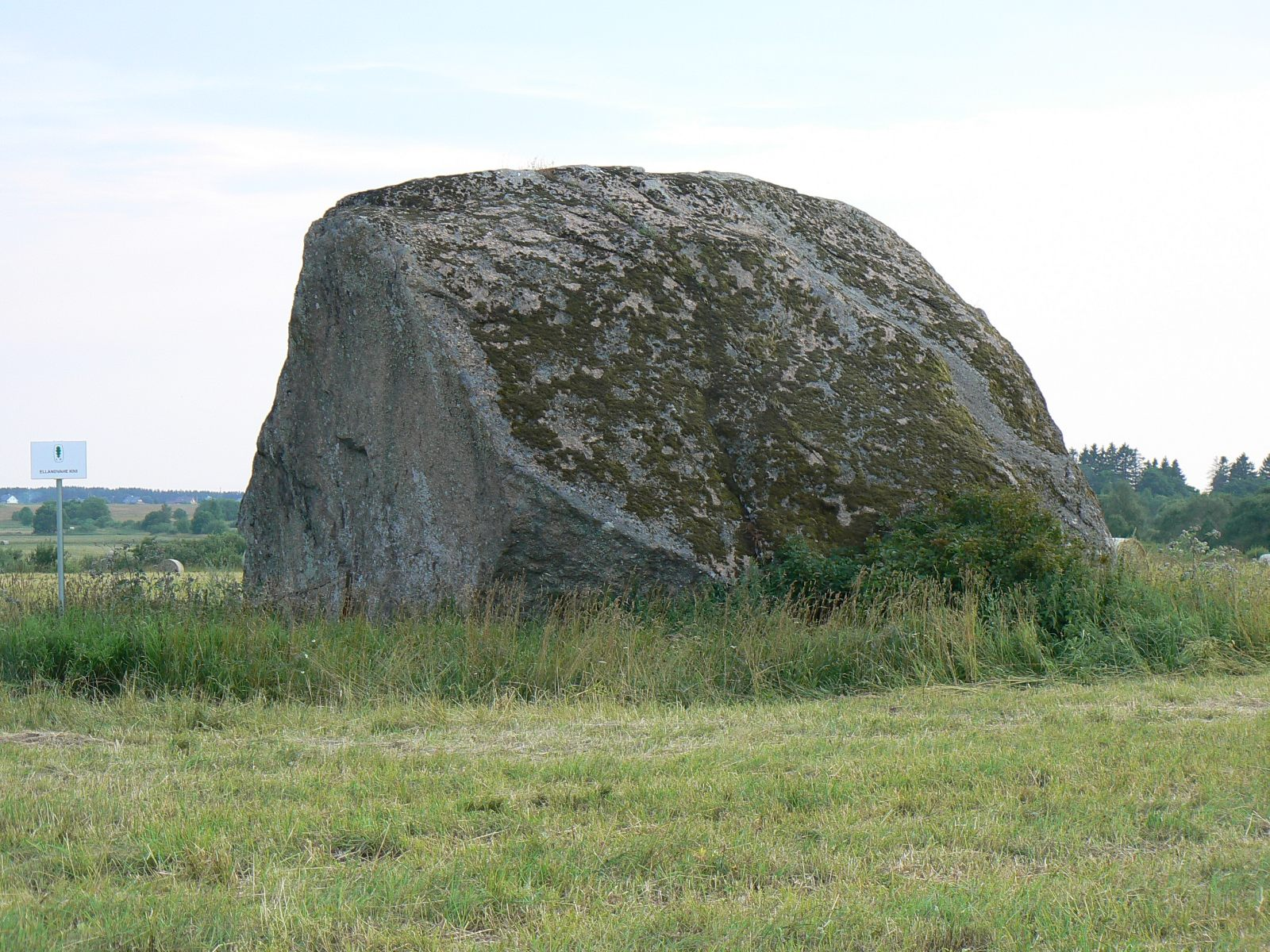
De Ellandvahe rändrahn, een zwerfsteen bij Jõelähtme
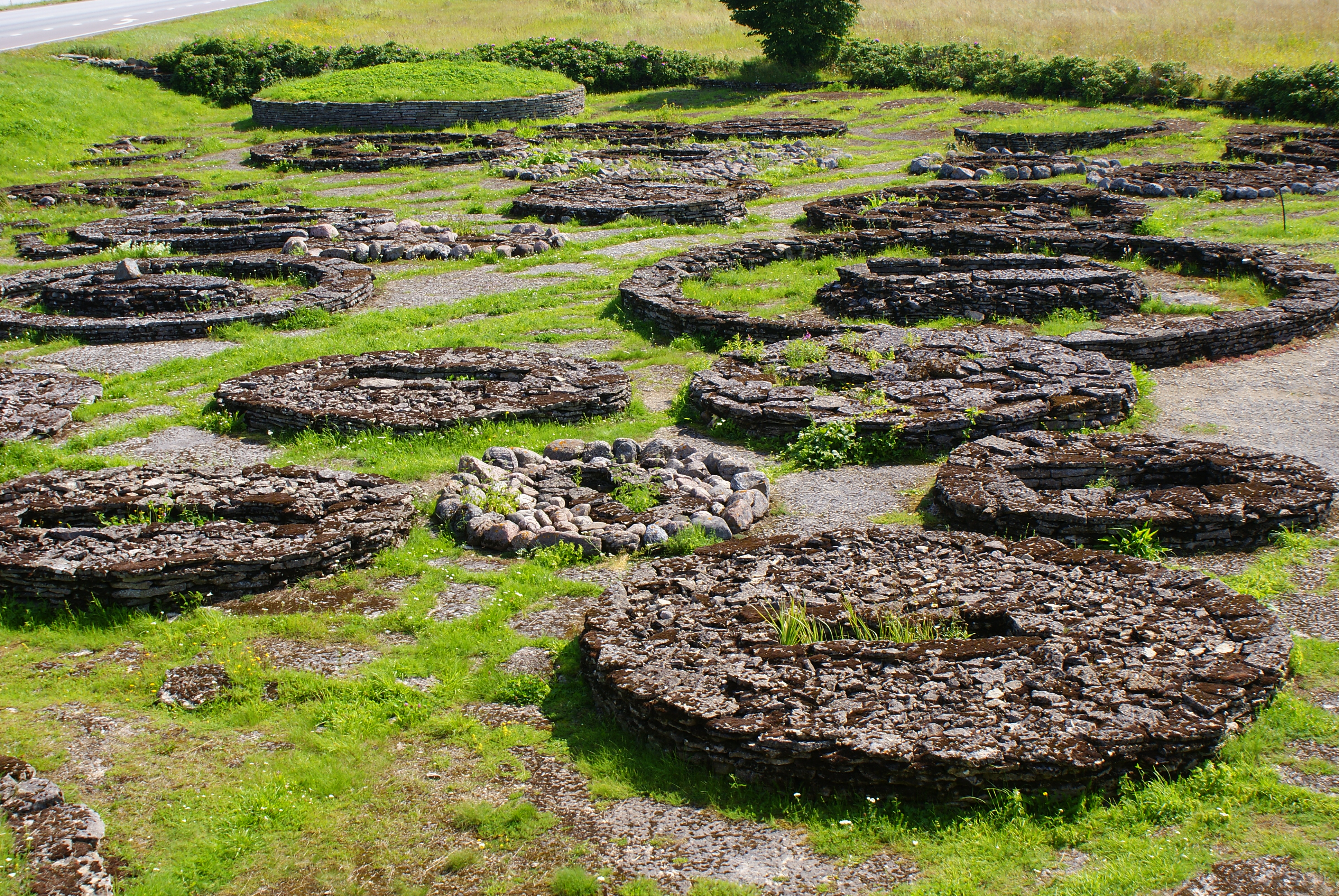
Graven uit de Bronstijd
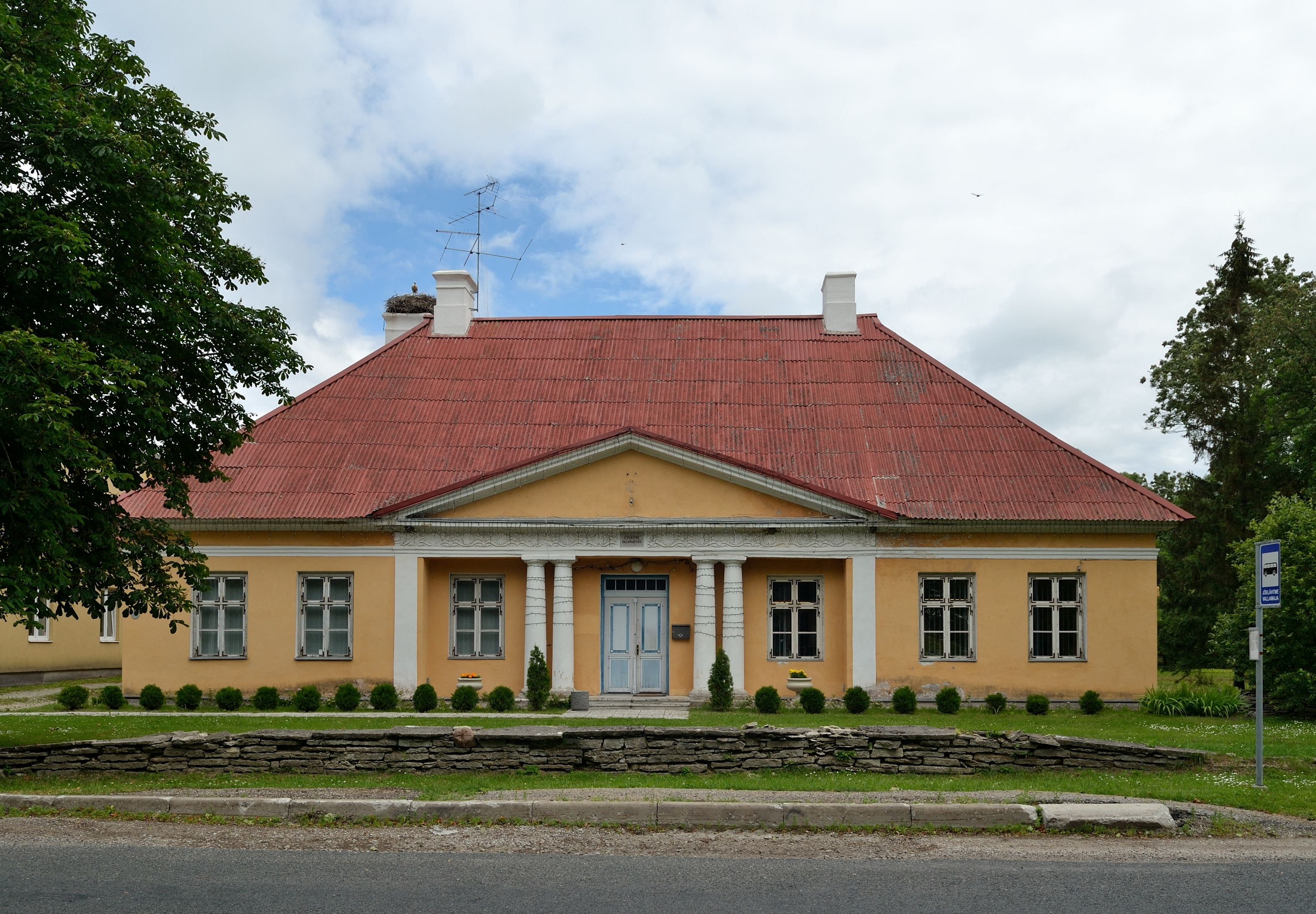
Het oude poststation, nu gemeentehuis
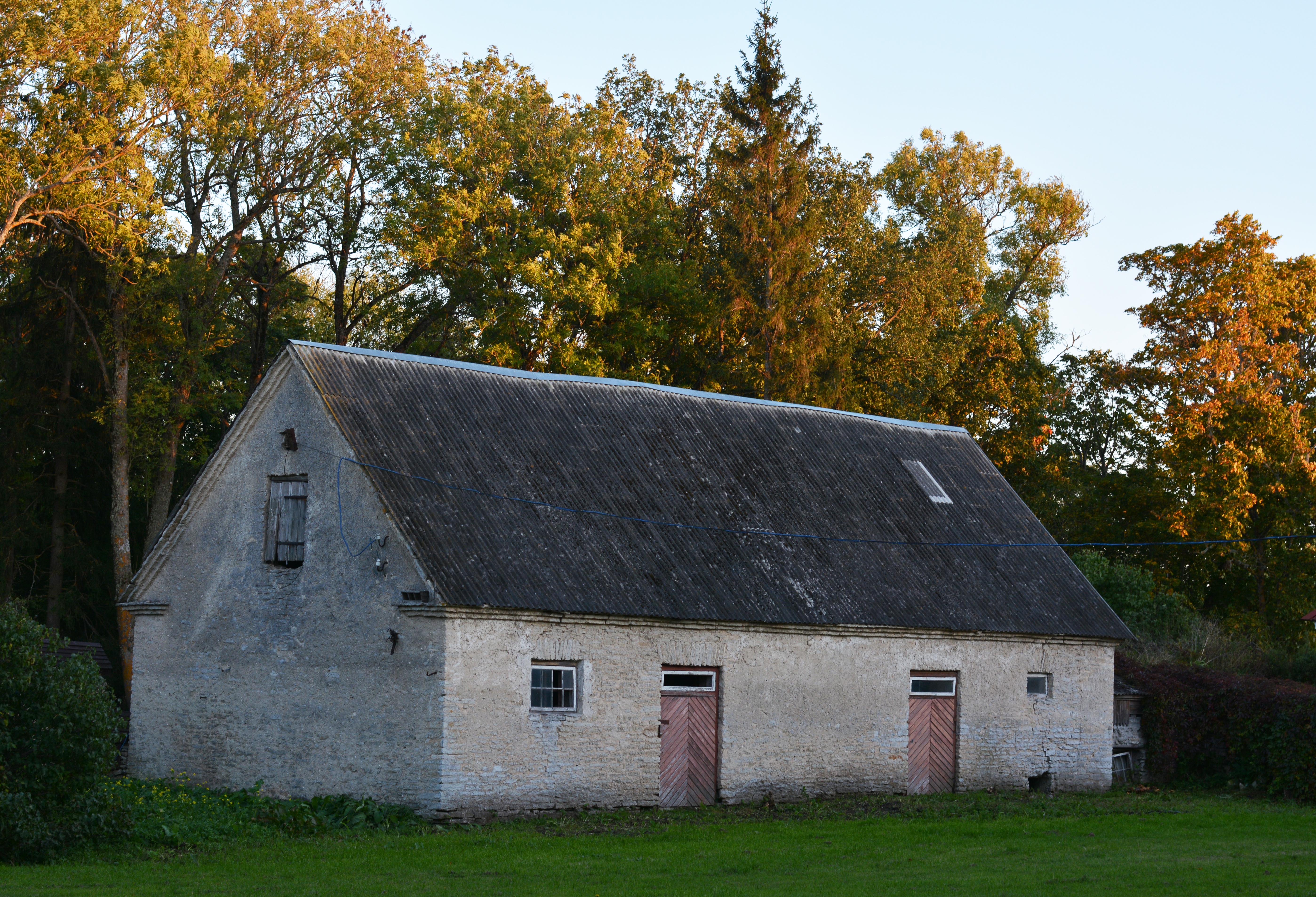
Opslagruimte bij het oude poststation
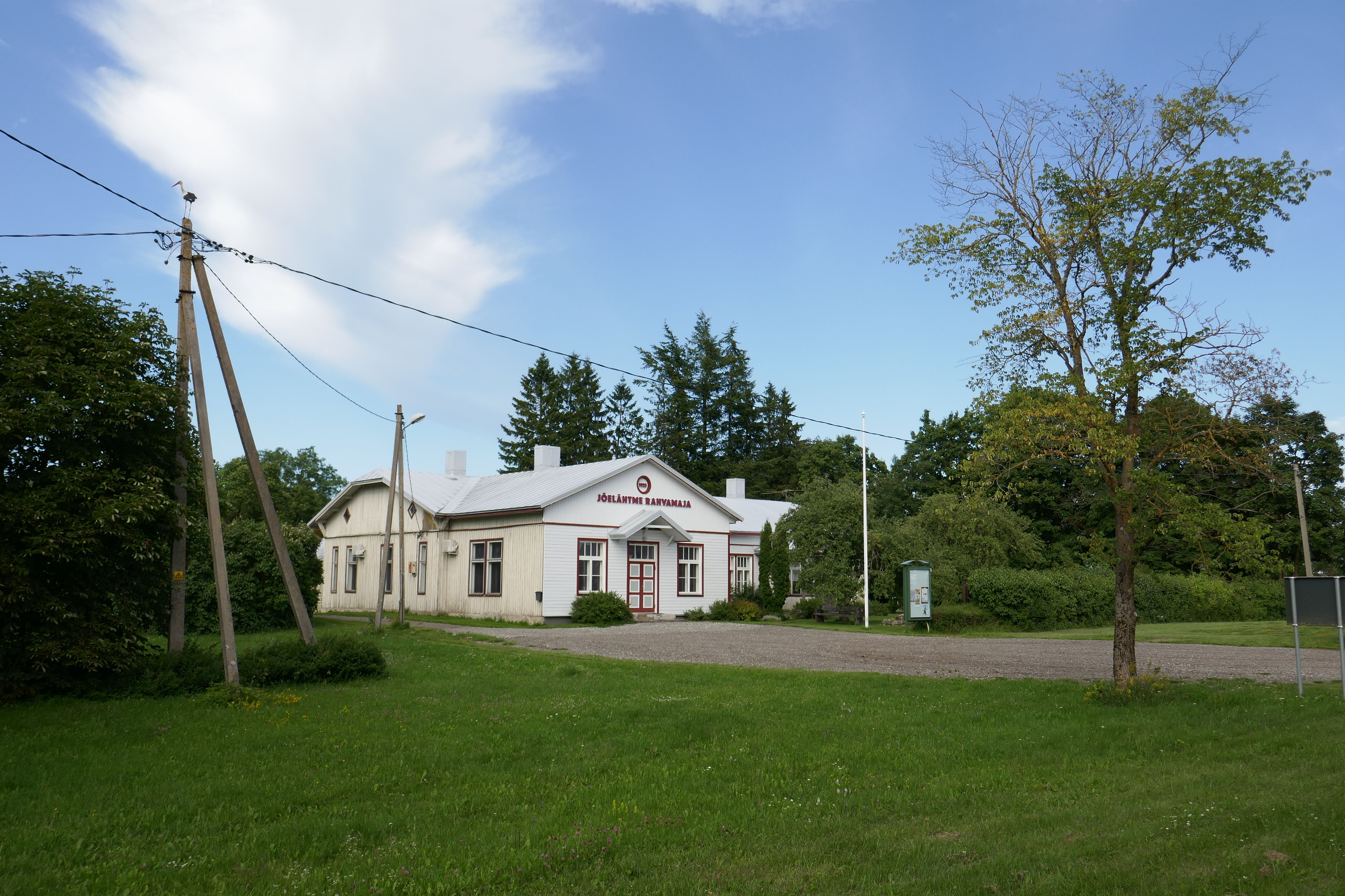
Dorpshuis
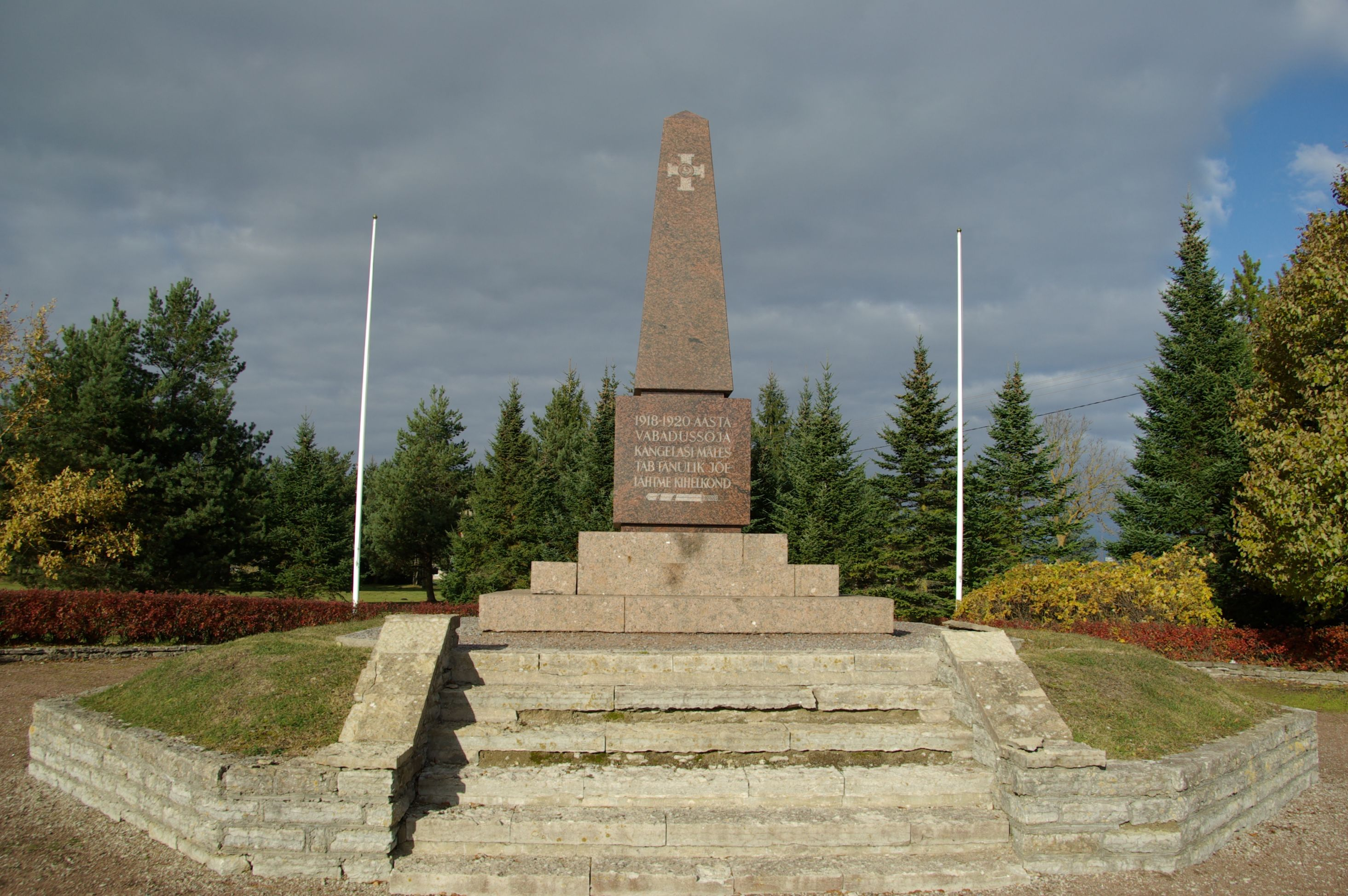
Monument voor de Estische Onafhankelijk-heidsoorlog
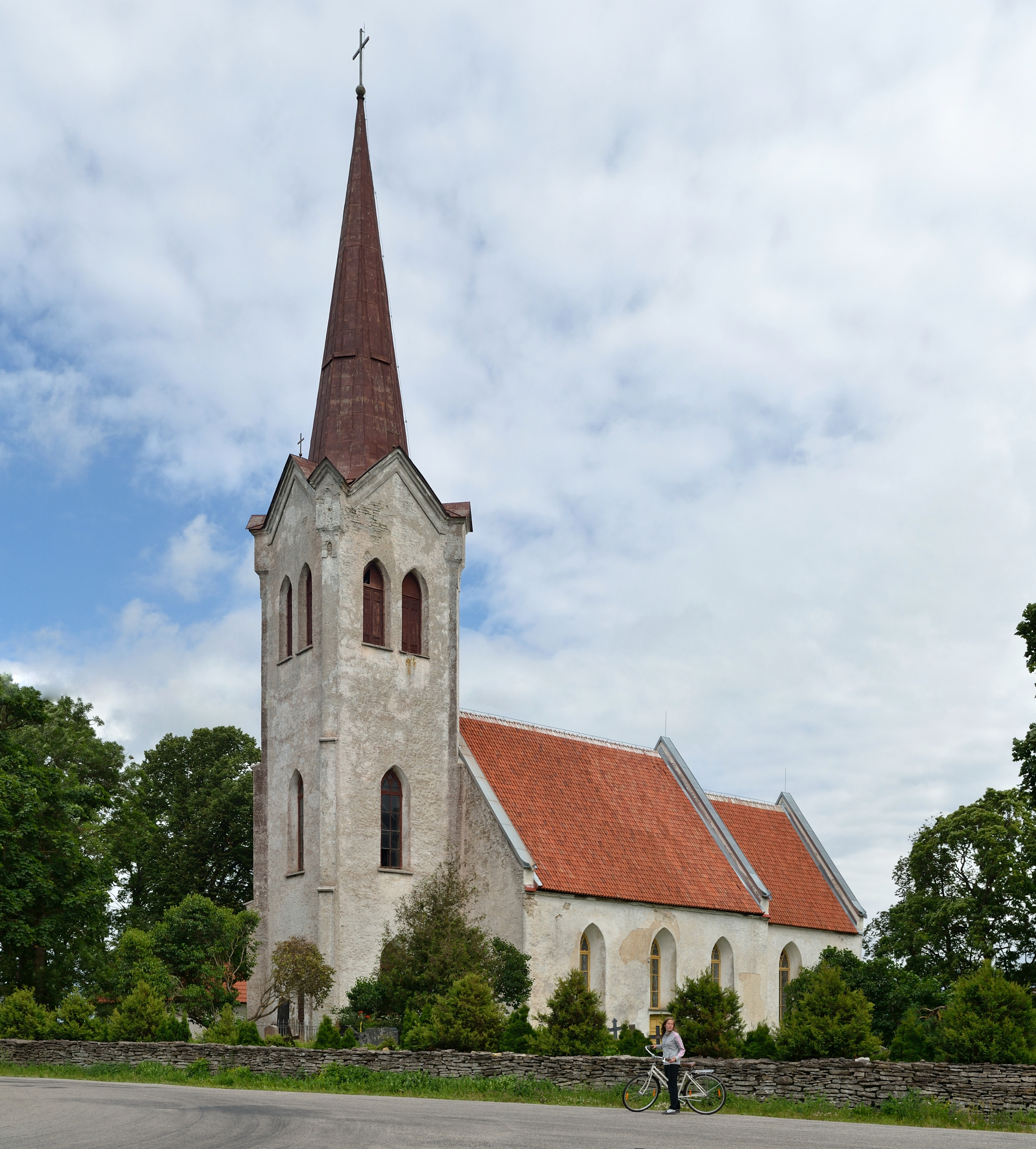
De kerk van Jõelähtme
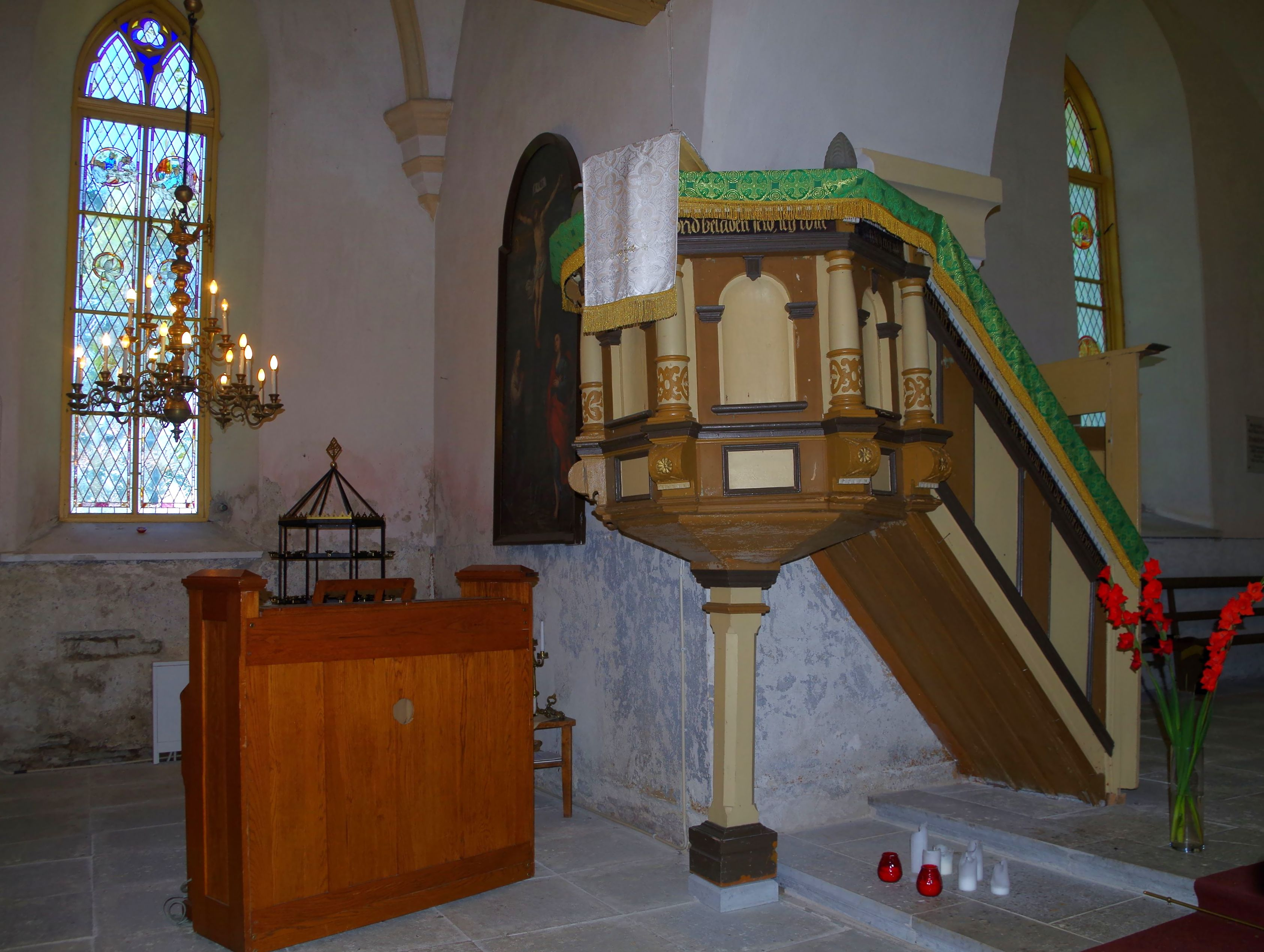
De preekstoel
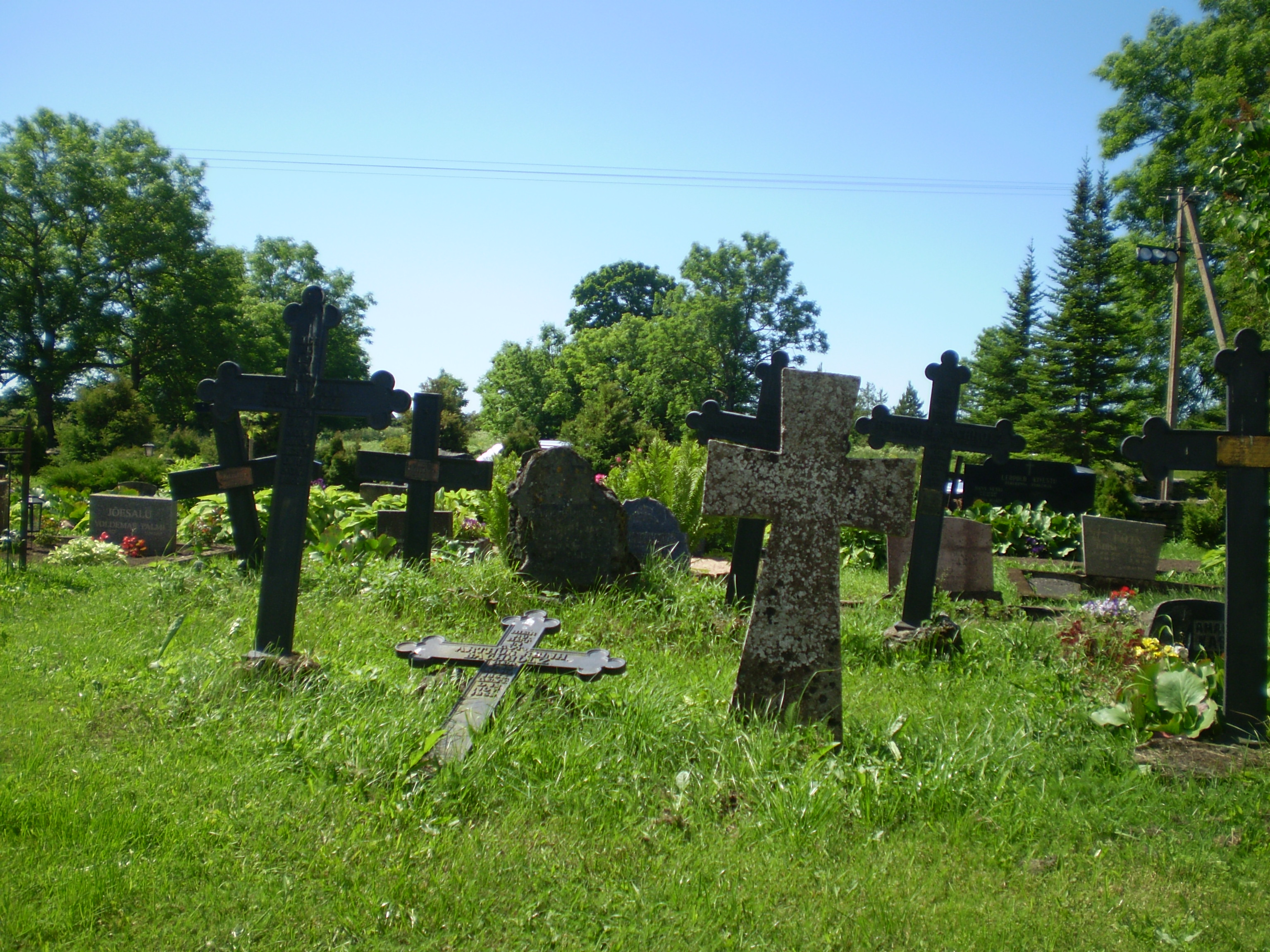
Het kerkhof